# Mason Trafford
Pour les articles homonymes, voir Trafford (homonymie).
Mason Trafford, né le 21 août 1986 à Boynton Beach en Floride, est un joueur international canadien de soccer. Il évolue au poste de défenseur central.

## Biographie

### En club
Avec le club de l'IFK Mariehamn, il dispute 65 matchs en première division finlandaise, inscrivant deux buts.
Le 23 février 2013, Trafford signe pour une saison en deuxième division chinoise avec le Guizhou Zhicheng.
Après quatre saisons passées au Cavalry FC, dans la nouvelle Première ligue canadienne, Mason Trafford annonce sa retraite sportive le 10 février 2023 et intègre l'organigramme administratif en devenant le directeur commercial du club.

### En sélection
Mason Trafford reçoit une seule et unique sélection en équipe du Canada, le 26 janvier 2013, en amical contre le Danemark (défaite 0-4).

## Palmarès
Whitecaps de Vancouver
- Champion de USL-1 en 2008
- Vice-champion de USL-1 en 2009
- Deuxième du Championnat canadien en 2009

 Fury d'Ottawa
- Finaliste du Soccer Bowl en 2015

 Cavalry FC
- Vainqueur de la saison régulière de Première ligue canadienne en 2019
- Vice-champion de Première ligue canadienne en 2019